# Brooke McEldowney
Brooke McEldowney es un dibujante estadounidense de historietas.

## Biografía
Nacido en 1952 en Charleston, Virginia Occidental, creció en Florida. Su tira favorita Peanuts le llevó a seguir los pasos de grandes dibujantes mediante la observación minuciosa de cada tira gráfica. Sus estudios los realizó en el Colegio Allegheny comenzando la carrera de Biología. Además se matriculó en la Escuela Juilliard de Nueva York para estudiar viola, instrumento con el que consiguió una maestría en música. También estudió crítica artística y cada día dibujaba tiras cómicas en el borde de sus partituras musicales. Su incipiente carrera musical le llevó a presentarse en el Mozarteum de Salzburgo, donde continuó con su costumbre de adornar los márgenes de las partituras con dibujos.
Sus críticas musicales fueron publicadas en la revista especializada de Zúrich Neue Zürcher Zeitung; también fue editor asistente de la revista de música clásica Opus.
McEldowney alcanzó popularidad en 1993, cuando su tira diaria «9 Chickweed Lane» fue publicada por primera vez en la prensa de Estados Unidos. Ha obtenido dos veces el premio Genesis Commendations en pro de los derechos animales, debido al hincapié que sobre ello ha hecho en sus tiras cómicas y a la creación de una obra llena de ternura y profundidad psicológica animal llamada «Hallmarks of Felinity», compilado realizado por United Media de su tira «9 Chickweed Lane».

## Sus frases
"No importa que esté dibujando, siempre habrá una pregunta en mi cabeza. El arte (incluidos los dibujos humorísticos) nunca es terminado, es abandonado". 31 de enero de 2005, Pibgorn.

## Sus influencias
Brooke McEldowney reconoce ser un artista que recoge gran cantidad de influencias de artistas gráficos anteriores a él, como H.M. Bateman, Ronald Searle, Don Martin, Gerald Scarfe, Pat Brady, Jean-Jaques Sempe, además del gran Charles Schulz.